# Сучков, Антон Алексеевич
Анто́н Алексе́евич Сучко́в (бел. Антон Аляксеевіч Сучкоў; род. 29 мая 2002, Гродно) — белорусский футболист, полузащитник гродненского «Немана». Выступает на правах аренды в клубе «Нафтан».

## Клубная карьера

### «Неман» Гродно
Футболом начал заниматься в гродненском клубе «Белкард». Первым тренером футболиста был Сергей Николаевич Нефёдов. В 2016 году футболист перебрался в структуру гродненского «Немана», где стал выступать за юношескую команду. В августе 2018 года подписал с клубом свой первый профессиональный контракт. Начиная с 2019 года футболист стал выступать за дублирующий состав гродненского клуба. В июле 2020 года футболист стал подтягиваться к матчам с основной командой. Дебютировал за клуб 4 июля 2020 года в матче против «Ислочи», выйдя на замену на последних минутах. Провёл за клуб 2 матча в дебютном сезоне, на протяжении сезона продолжая выступать за дублирующий состав.
В начале 2021 года футболист стал готовиться к новому сезону с основной командой гродненского клуба. Новый сезон за клуб начал с матча 1 мая 2021 года против «Ислочи», выйдя на поле в стартовом составе. Первым результативным действием за клуб отличился 3 июля 2021 года в матче против жодинского «Торпедо-БелАЗ» отдав голевую передачу. Дебютный гол за клуб забил 22 августа 2021 года в матче против «Минска». На протяжении всего сезона был в клубе игроком замены, однако смог отличился 2 забитыми голами и результативной передачей. Следующий сезон начинал с гродненским клубом, сыграв 7 марта 2022 года четвертьфинальный матч Кубка Беларуси против могилёвского «Днепра».

#### Аренда в «Нафтан»
В конце марта 2022 года футболист на правах арендного соглашения присоединился к новополоцкому «Нафтану». Дебютировал за клуб 16 апреля 2022 года в матче против «Лиды», выйдя на замену на 60 минуте. Своими дебютными голами отличился 30 апреля 2022 года в матче против «Осиповичей», отметившись дублем. Закрепился в основном составе клуба. В июле 2022 года был отозван гродненским клубом из аренды, проведя за «Нафтан» 11 матчей во всех турнирах, в которых отличился 6 голами и 2 результативными передачами.

#### Возвращение в «Неман»
По возвращении в гродненский клуб первый матч сыграл 30 июля 2022 года в рамках Кубка Беларуси против дзержинского «Арсенала», выйдя на замену на 8 минуте. Первый матч в чемпионате сыграл 6 августа 2022 года против жодинского «Торпедо-БелАЗ», выйдя на замену в начале второго тайма, позже отличившись автоголом. Футболист быстро закрепился в основной команде гродненского клуба, чередуя матчи в стартовом составе и со скамейки запасных, результативными действиями не отличившись.

#### Сезон 2023
Новый сезон начал 5 марта 2023 года в матче Кубка Беларуси против «Витебска». В ответном четвертьфинальном матче 12 марта 2023 года победил витебский клуб и вышел в полуфинал Кубка Беларуси. Первый матч в чемпионате сыграл 9 апреля 2023 года против «Гомеля», выйдя на поле в стартовом составе. Первый гол в сезоне забил 6 мая 2023 года в матче против брестского «Динамо».  По итогу полуфинальных матчей Кубка Беларуси проиграл борисовскому БАТЭ и выбыл из розыгрыша турнира. В начале июля 2023 года футболист продлил контракт с гродненским клубом. В июле 2023 года футболист вместе с клубом отправился на квалификационные матчи Лиги конференций УЕФА. В первом квалификационном раунде вместе с клубом прошёл лихтенштейнский «Вадуц», однако сам футболист в обоих матчах остался на скамейке запасных. Свой дебютный матч в рамках еврокубкового турнира сыграл 1 августа 2023 года в ответной встрече против мальтийского «Бальцана», по итогу выйдя в третий квалификационный раунд. В рамках третьего квалификационного раунда футболист вместе с клубом уступил словенскому клубу «Целе» и закончил своё выступление в рамках  еврокубкового турнира. В ноябре 2023 года появилась информация, что футболист отправится на службу в армию. По итогу сезона футболист стал серебряным призёром чемпионата.

#### Аренда в «Нафтан»
В феврале 2024 года футболист на правах арендного соглашения присоединился к новополоцкому «Нафтану» до конца сезона.

## Международная карьера
В сентябре 2022 года был вызван в молодёжную сборную Беларуси. Дебютировал за сборную 21 сентября 2022 года против молодёжной сборной России. В июне 2023 года вместе со сборной отправился на квалификационные матчи молодёжного чемпионата Европы. Первый матч на трунире сыграл 20 июня 2023 года против сборной Андорры.

## Личная жизнь
Отец Алексей Сучков в прошлом также футболист, полузащитник, выступал за национальную сборную Беларуси.

## Клубная статистика
| Выступление      | Выступление      | Выступление      | Лига | Лига | Кубки | Кубки | Конт. кубки | Конт. кубки | Итого | Итого |
| Клуб             | Лига             | Сезон            | Игры | Голы | Игры  | Голы  | Игры        | Голы        | Игры  | Голы  |
| ---------------- | ---------------- | ---------------- | ---- | ---- | ----- | ----- | ----------- | ----------- | ----- | ----- |
| Неман            | Высшая лига      | 2020             | 2    | 0    | 0     | 0     | 0           | 0           | 2     | 0     |
| Неман            | Высшая лига      | 2021             | 10   | 2    | 0     | 0     | 0           | 0           | 10    | 2     |
| Неман            | Высшая лига      | 2022             | 0    | 0    | 1     | 0     | 0           | 0           | 1     | 0     |
| Неман            | Итого            | Итого            | 12   | 2    | 1     | 0     | 0           | 0           | 13    | 2     |
| → Нафтан         | Первая лига      | 2022             | 9    | 6    | 2     | 0     | 0           | 0           | 11    | 6     |
| → Нафтан         | Итого            | Итого            | 9    | 6    | 2     | 0     | 0           | 0           | 11    | 6     |
| Всего за карьеру | Всего за карьеру | Всего за карьеру | 21   | 8    | 3     | 0     | 0           | 0           | 24    | 8     |

## Достижения
«Неман» Гродно
- Обладатель Кубка Беларуси: 2024/25